# Tadelech Bekele (maratoneta 1992)
Tadelech Bekele (24 ottobre 1992) è una maratoneta etiope.

## Palmarès
| Anno | Manifestazione    | Sede     | Evento         | Risultato | Prestazione | Note |
| ---- | ----------------- | -------- | -------------- | --------- | ----------- | ---- |
| 2024 | Mondiali di cross | Belgrado | Corsa seniores | 11ª       | 32'29"      |      |
| 2024 | Mondiali di cross | Belgrado | A squadre      | Argento   | 41 p.       |      |

## Altre competizioni internazionali
2013
- 7ª alla Maratona di Firenze ( Firenze) - 2h53'19"

2017
- Argento alla Maratona di Casablanca ( Casablanca) - 2h32'28"

2018
- Bronzo alla Maratona di Casablanca ( Casablanca) - 2h39'59"

2019
- 6ª alla Maratona di Chengdu ( Chengdu) - 2h35'54"

2022
- 7ª alla Maratona internazionale della pace ( Košice) - 2h28'04"
- Bronzo alla Maratona di Roma) - 2h31'51"

2023
- 8ª alla Maratona di Lisbona ( Lisbona) - 2h33'14"
- Argento alla Maratona di Lanzhou ( Lanzhou) - 2h30'04"

2024
- Argento alla Maratona di Lanzhou ( Lanzhou) - 2h26'23"

2025
- Bronzo alla Maratona di Hong Kong ( Hong Kong) - 2h28'16"